# Gaby Ahrens
Gaby Diana Ahrens (Vinduque, 15 de março de 1981) é uma atiradora esportiva namibiana, especialista na fossa olímpica.

## Carreira
Foi porta-bandeira em Londres 2012.

### Rio 2016
Gaby Ahrens representou seu país nas Olimpíadas de 2016, ficando na 9º colocação na fossa olímpica, fora das finais.